# Henri Harpignies
Henri Joseph Harpignies, född 28 juni 1819 i Valenciennes, död 28 augusti 1916, var en fransk målare och grafiker.
Harpignies skildrade uteslutande landskap i olja, akvarell och etsning. Han var elev till Jean Achard. Efter en resa till Italien tillkom Vy mot Capri (Nationalmuseum i Stockholm) som han 1853 debuterade på Parissalongen med. Med sitt klassiska landskapsideal, noggranna penselföring och stora format tillhör den en äldre tradition av landskapsmåleri.
Senare övergav han det här sättet att arbeta och anslöt sig till Barbizonskolans mer realistiska måleri. Han började arbeta med starka färger och influerades särskilt av Camille Corot. Harpignies konstnärskap illustrerar därmed nyorienteringen inom det franska landskapsmåleriet vid mitten av 1800-talet.

## Bilder

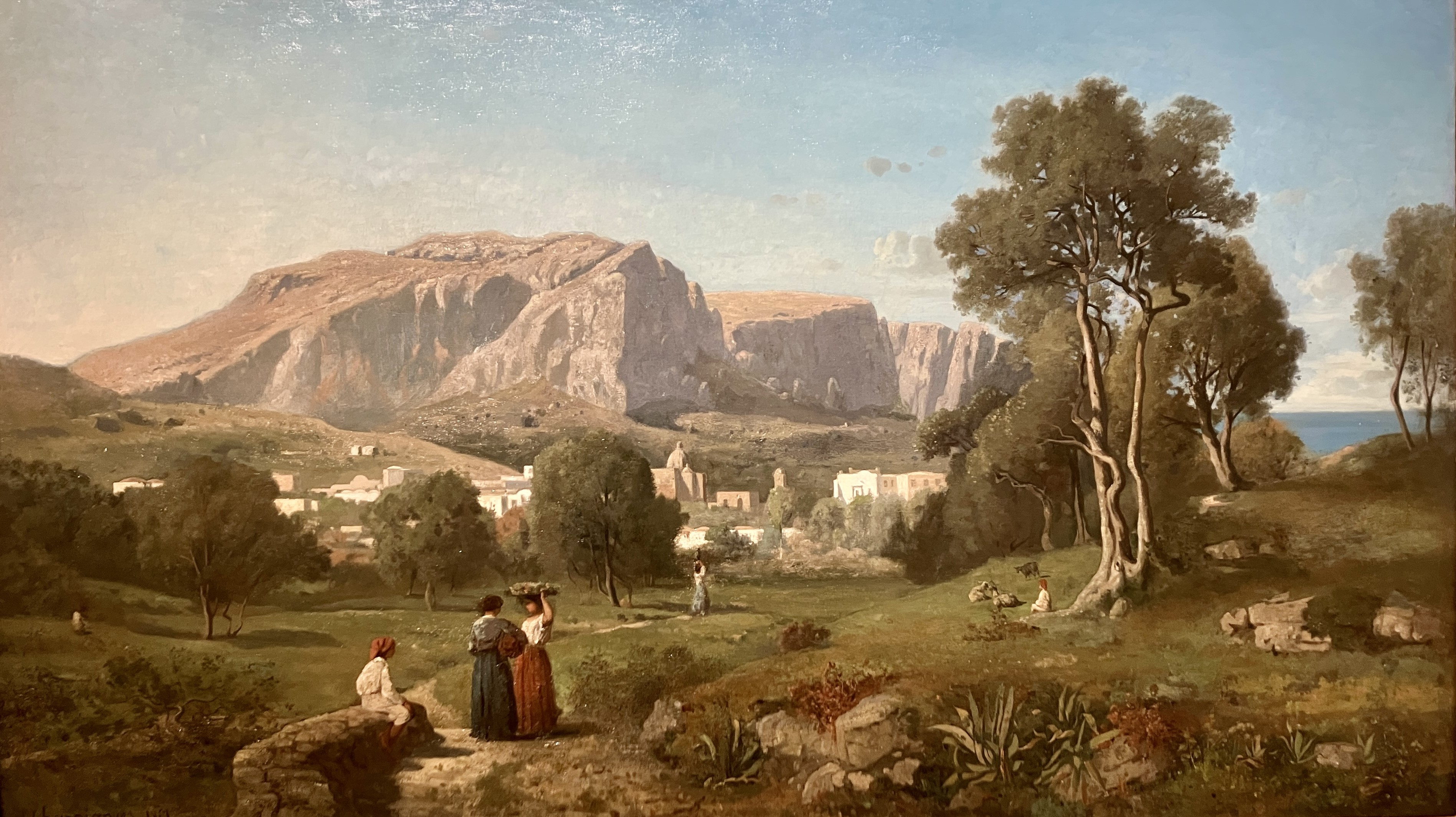
Vy mot Capri (1853), Nationalmuseum.